# 周道治
周道治，原名立杓，字季文，號朗垣，順天府宛平縣（今屬北京市）人。清朝政治人物，同進士出身。

## 生平
周道治為道光十七年（1837年）丁酉科舉人，道光二十七年（1847年）張之萬榜三甲進士。選翰林院庶吉士。道光三十年（1850年）散館改刑部主事。